# شون سميث (لاعب كرة قدم أمريكية)
شون سميث (بالإنجليزية: Sean Smith)‏ هو لاعب كرة قدم أمريكية أمريكي، ولد في 29 مايو 1967 في سينسيناتي في الولايات المتحدة.

## وصلات خارجية
- شون سميث على موقع مرجع كرة القدم المحترفة.كوم (الإنجليزية)